# Heshui
För andra betydelser, se Heshui (olika betydelser).
Heshui, tidigare stavat Hoshui, är ett härad inom Qingyangs stad på prefekturnivå i provinsen Gansu i nordvästra Kina.
Heshui är indelat i åtta köpingar och fyra socknar.
Köpingar (zhen):

- Banqiao (板桥镇)
- Gucheng (固城镇)
- Hejiapan (何家畔镇)
- Jixian (吉岘镇)
- Laocheng (老城镇)
- Taibai (太白镇)
- Xiaoju (肖咀镇)
- Xihuachi (西华池镇)

Socknar (xiang):

- Dianzi (店子乡)
- Duanjiaji (段家集乡)
- Haojupu (蒿咀铺乡)
- Tai'e (太莪乡)